# 華盛頓鎮區 (密蘇里州斯通縣)
華盛頓鎮區（英語：Washington Township）是位於美國密蘇里州斯通縣的一個行政鎮區。

## 地方資料
華盛頓鎮區的面積為115.02平方千米，當中陸地面積為112.57平方千米，而水域面積為2.44平方千米。根據2020年美國人口普查的數據，當地共有人口1804人，而人口密度為每平方千米15.68人。